# Ponte de Notre Dame
Ponte de Notre Dame (em francês Pont Notre-Dame) é uma ponte que atravessa o Sena, em Paris, na França ligando o quai de Gesvres na Rive Droite com o quai de la Corse na Île de la Cité. É conhecida por ser a "mais antiga" em Paris, no sentido de que, enquanto a ponte mais antiga da capital francesa, que está em seu estado original é, sem dúvida, a Ponte Nova, a ponte de alguma forma, já existe no local da Ponte de Notre Dame desde a antiguidade; no entanto, foi destruída e reconstruída várias vezes, um fato referido na inscrição em latim sobre ela para honrar o seu arquiteto italiano, o Frade Giovanni Giocondo (Veja abaixo). Já foi forrada com cerca de sessenta casas, seus pesos causaram um colapso em 1499.

## História

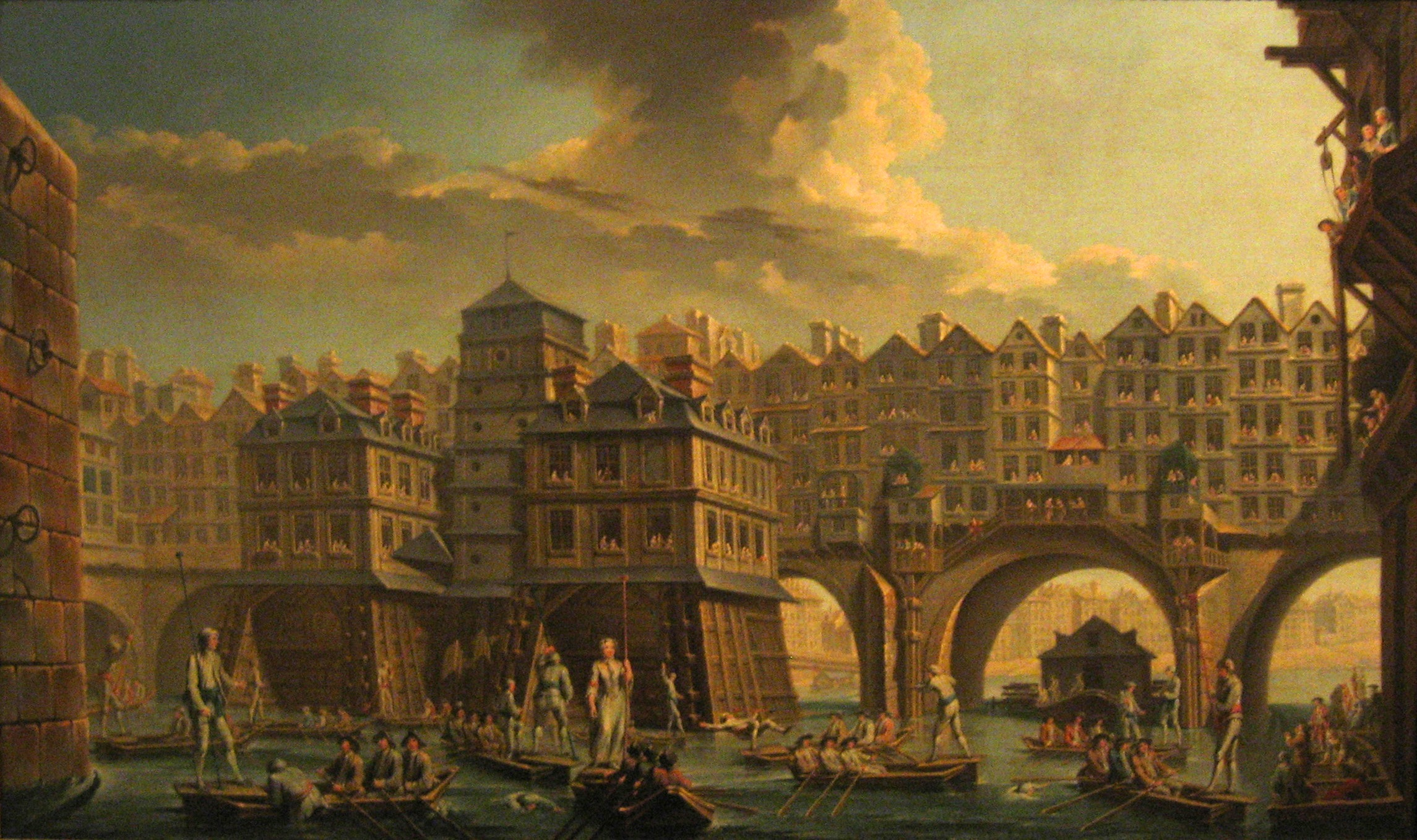
La joute de mariniers entre le pont Notre-Dame et le Pont-au-Change, por Nicolas-Jean-Baptiste Raguenet, de 1756, mostra claramente as casas em cima da ponte.

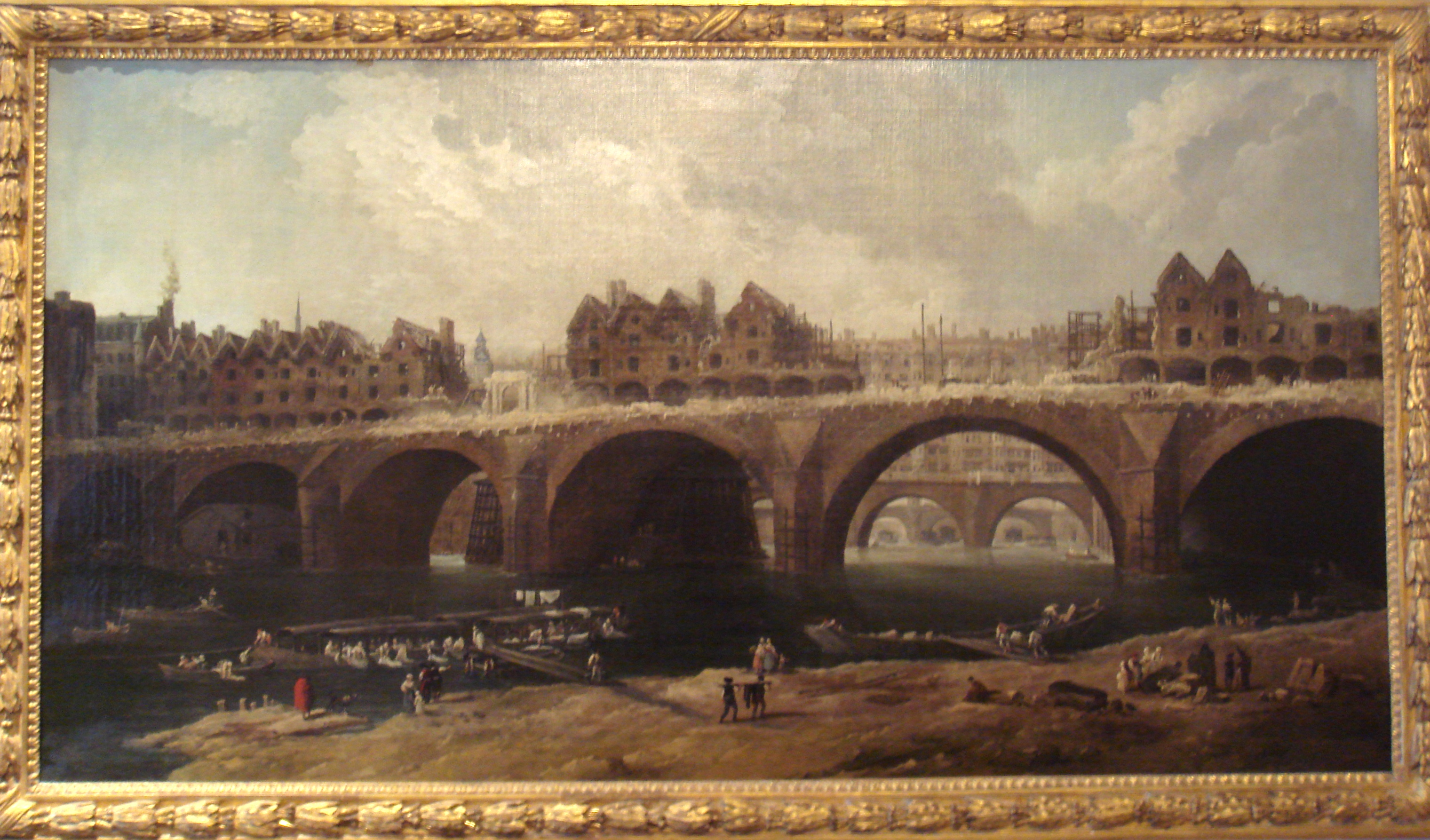
Destruição das casas na Ponte de Notre-Dame em 1786, pintado por Hubert Robert (1733-1808)

Foi neste ponto que a primeira ponte de Paris, chamada de Grand-Pont, atravessou o Rio Sena na antiguidade. Em 886, durante o cerco de Paris e os ataques normandos, esta estrutura foi destruída e substituída por uma ponte de tábuas, com o nome de Pont des Planches de Milbray (Ponte de tábuas Milbray). Esta ponte foi destruída pelas cheias de 1406. Em 31 de maio de 1412, Carlos VI de França ordenou a construção da primeira versão da ponte a ser chamada de "Notre-Dame". Esta estrutura era composta de madeira maciça e conectada a Île de la Cité pela rue Saint-Martin. A ponte levou sete anos para ser construída e tinha sessenta casas em cima dela, trinta de cada lado. As casas foram observadas por Robert Gauguin como "notáveis para sua altura, e a uniformidade da construção" e foram chamadas de as "mais bonitas na França." A ponte de madeira do rei Carlos desabou em 25 de outubro de 1499 perto das 9 horas, provavelmente devido a instabilidades estruturais causadas pela falta de reparos.
Fundações de pedra foram colocadas para uma nova ponte, naquele mesmo ano, ao passo que uma balsa preencheu o transporte vazio. Desta vez, a ponte foi construída com pedra, como uma ponte em arco sob a direção do arquiteto, erudito e frade franciscano italiano Giovanni Giocondo, que também tinha supervisionado a construção do Petit Pont. A construção foi concluída em 1507, ainda ultrapassando com sessenta pedras e construções de tijolos todos construídos para um projeto de empena de altura, e se tornaria um local de comércio e negociação frequente: aqui ficava localizada a pequena boutique do marchand-mercier Edme-François Gersaint, cuja loja de inscrição foi pintada por Antoine Watteau. As casas sobre a ponte foram as primeiras a receberem números. Em 1660, a ponte foi remodelada para homenagear a chegada a Paris da filha do rei Filipe IV de Espanha, infanta Maria Teresa de Espanha, que se tornou rainha de França ao se casar com Luís XIV. Entre 1746 e 1788 as casas ao longo da ponte foram demolidas para fins sanitários e por causa do perigo que as estruturas causaram para a estabilidade da ponte.
Em 1853, uma nova estrutura de pedra foi concluída no topo da fundação de pedra existente, embora esta reencarnação só era composta por cinco arcos. A nova ponte foi posteriormente a causa de não menos do que trinta e cinco acidentes de trânsito de água entre 1891 e 1910 e recebeu o nome não oficial de pont du Diable (Ponte do Diabo). Assim, a fim de facilitar a passagem de barcos e o fluxo do Sena, foi tomada uma decisão de reconstruir a ponte, desta vez em metal. O novo trabalho foi dirigido por Louis-Jean Résal, que também tinha trabalhado na Ponte Mirabeau e Ponte Alexandre III; foi inaugurada em 1919 por Raymond Poincaré, Presidente da República Francesa. A estrutura continua a mesma desde então.

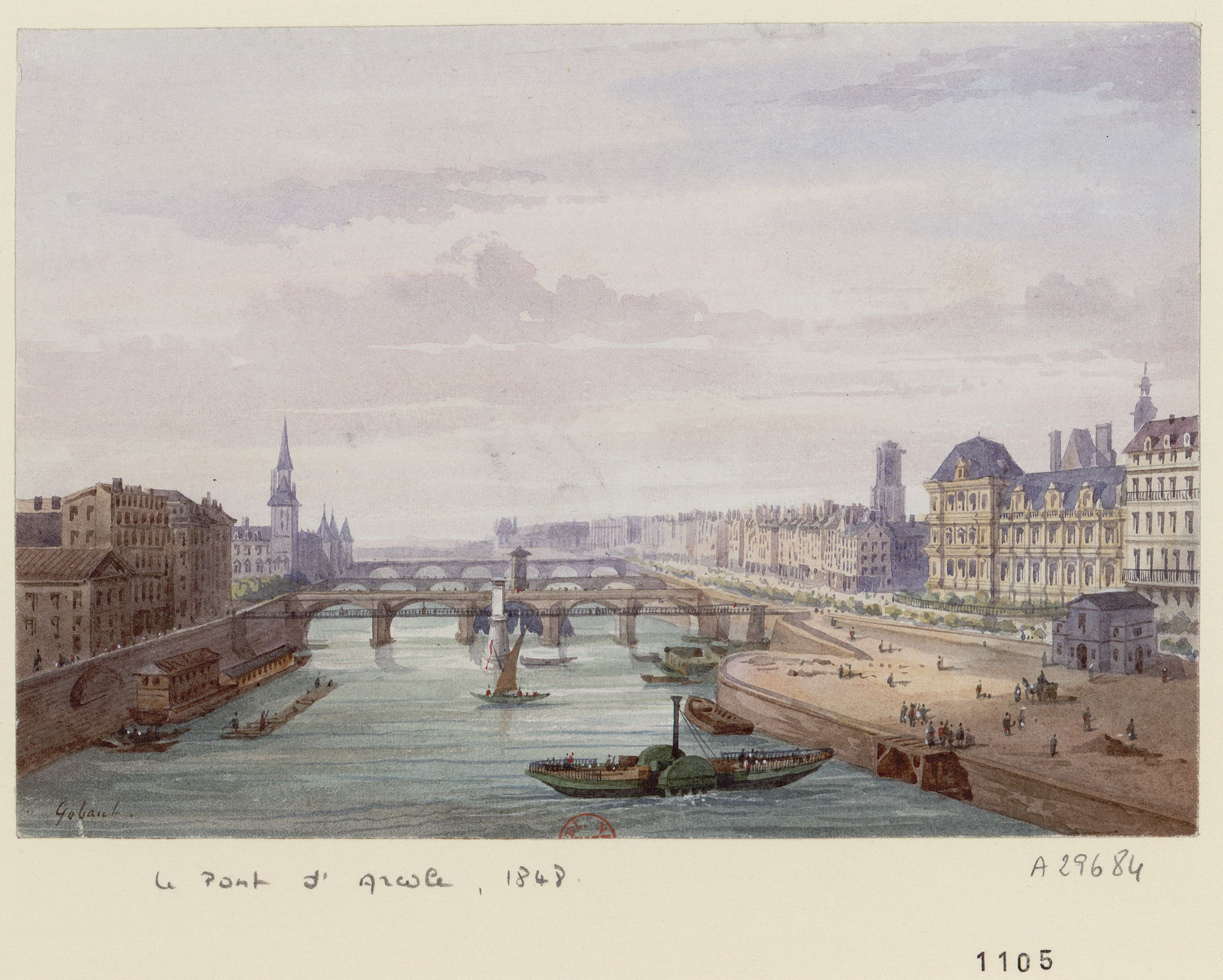
Da ponte d'Arcole, uma vista da ponte com 5 arcos.

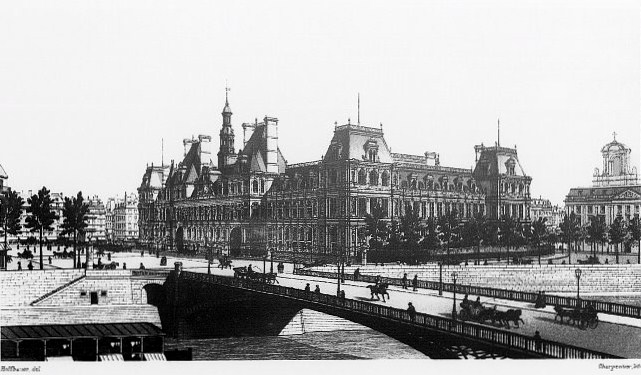
A Ponte de Notre-Dame, no início do século XX.

## Inscrição
Debaixo de um dos arcos, há um dístico em latim do poeta italiano Jacopo Sannazaro, mais conhecido por sua obra-mestre Arcádia, que mostrava uma terra idílica. A inscrição lê:

Jucundus geminum posuit tibi, Sequana, pontem: 
Hunc tu jure potes dicere pontificem— Sannazaro 
Esta citação traduz como "Joconde (Giacondo) colocou esta ponte gêmea aqui para você, Sequana; você é capaz de falar desse sacerdote com autoridade" ou "neste você pode jurar que ele era o construtor de pontes", fazendo um trocadilho com dois significados possíveis de pontifex. Isso se refere ao arquiteto Giovanni Giocondo, e as inúmeras pontes que tinham sido construídas anteriormente sobre esse ponto.

## Arte
- Cada um dos arcos da ponte carrega uma cabeça de Dionísio esculpida em pedra. Além disso, suas pilhas são decoradas em cada lado com uma cabeça de carneiro.[3] Nos nichos ao longo dos arcos existem estátuas de São Luís, Henrique IV, Luís XIII, e Luís XIV.[1]
- Em 1756, durante o auge comercial da ponte, Nicolas-Jean-Baptiste Raguenet pintou La joute de mariniers entre le pont Notre-Dame et le Pont-au-Change (Justa dos marinheiros entre a Ponte de Notre-Dame e a Pont au Change), que mostra os edifícios construídos em cima da ponte.
- Em 1856, o artista daltônico Charles Méryon gravou "L'Arche du pont Notre-Dame" (O arco da Ponte de Notre-Dame).

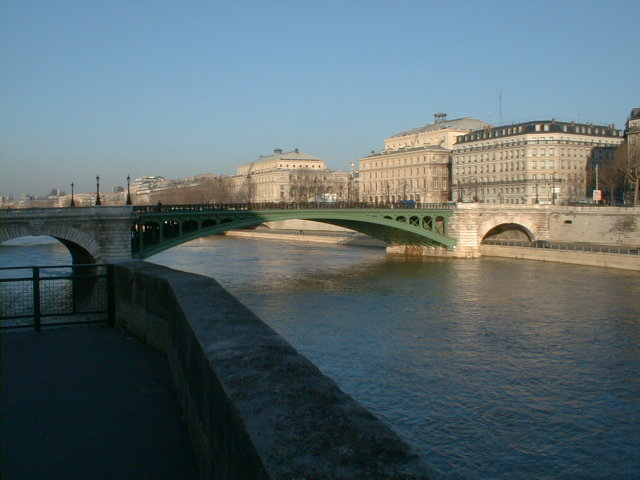
Ponte de Notre-Dame

## Acesso
A Ponte de Notre-Dame está localizada centralmente no 4° arrondissement de Paris, que liga a Île de la Cité, uma das duas ilhas naturais no Seine dentro dos limites da cidade, para a Rive Droite (em francês:  Right Bank).